# Cầu lông tại Thế vận hội Mùa hè 2020 - Đôi nữ
Giải cầu lông đôi nữ tại Thế vận hội Mùa hè 2020 đang diễn ra từ ngày 24 tháng 7 đến ngày 2 tháng 8 tại Musashino Forest Sports Plaza ở Tokyo. Có 16 cặp đấu (32 vận động viên) từ 14 quốc gia đang thi đấu.

## Hạt giống
1. Fukushima Yuki / Hirota Sayaka (JPN) (Tứ kết)
2. Chen Qingchen / Jia Yifan (CHN)
3. Matsumoto Mayu / Nagahara Wakana (JPN) (Tứ kết)
4. Lee So-hee / Shin Seung-chan (KOR)

## Lịch thi đấu
Giải đấu được tổ chức trong khoảng thời gian 10 ngày, với 7 ngày thi đấu và 3 ngày mở cửa.
| P | Vòng sơ loại | QF | Tứ kết | SF | Bán kết | M | Tranh huy chương |

| Ngày     | 24 thg7 | 24 thg7 | 25 thg7 | 25 thg7 | 26 thg7 | 26 thg7 | 27 thg7 | 27 thg7 | 28 thg7 | 28 thg7 | 29 thg7 | 29 thg7 | 30 thg7 | 30 thg7 | 31 thg7 | 31 thg7 | 1 thg8 | 1 thg8 | 2 thg8 | 2 thg8 |
| Nội dung | S       | T       | S       | T       | S       | T       | S       | T       | S       | T       | S       | T       | S       | C       | S       | T       | C      | T      | C      | T      |
| -------- | ------- | ------- | ------- | ------- | ------- | ------- | ------- | ------- | ------- | ------- | ------- | ------- | ------- | ------- | ------- | ------- | ------ | ------ | ------ | ------ |
| Đôi nữ   | P       | P       | P       | P       | P       | P       | P       | P       |         |         |         | QF      |         |         | SF      |         |        |        | M      |        |

## Vòng bảng

### Bảng A
| VT | Đội                                            | ST | T | B | VT | VB | HS | ĐT  | ĐB  | HS  | Đ | Giành quyền tham dự    |
| -- | ---------------------------------------------- | -- | - | - | -- | -- | -- | --- | --- | --- | - | ---------------------- |
| 1  | Greysia Polii (INA) · Apriyani Rahayu (INA)    | 3  | 3 | 0 | 6  | 1  | +5 | 142 | 106 | +36 | 3 | Giành quyền vào tứ kết |
| 2  | Fukushima Yuki (JPN) · Hirota Sayaka (JPN) (H) | 3  | 2 | 1 | 5  | 3  | +2 | 152 | 129 | +23 | 2 | Giành quyền vào tứ kết |
| 3  | Chow Mei Kuan (MAS) · Lee Meng Yean (MAS)      | 3  | 1 | 2 | 3  | 4  | −1 | 117 | 136 | −19 | 1 |                        |
| 4  | Chloe Birch (GBR) · Lauren Smith (GBR)         | 3  | 0 | 3 | 0  | 6  | −6 | 86  | 126 | −40 | 0 |                        |

| Ngày       | Thời lượng | Cặp đấu 1                     | Tỷ số                                                    | Cặp đấu 2                     | Set 1 | Set 2 | Set 3 |
| ---------- | ---------- | ----------------------------- | -------------------------------------------------------- | ----------------------------- | ----- | ----- | ----- |
| 24 tháng 7 | 09:00      | Greysia Polii Apriyani Rahayu | 2–0 Lưu trữ ngày 30 tháng 7 năm 2021 tại Wayback Machine | Chow Mei Kuan Lee Meng Yean   | 21–14 | 21–17 |       |
| 24 tháng 7 | 20:40      | Fukushima Yuki Hirota Sayaka  | 2–0 Lưu trữ ngày 29 tháng 7 năm 2021 tại Wayback Machine | Chloe Birch Lauren Smith      | 21–13 | 21–14 |       |
| 25 tháng 7 | 19:20      | Fukushima Yuki Hirota Sayaka  | 2–1 Lưu trữ ngày 24 tháng 7 năm 2021 tại Wayback Machine | Chow Mei Kuan Lee Meng Yean   | 17–21 | 21–15 | 21–8  |
| 26 tháng 7 | 18:00      | Greysia Polii Apriyani Rahayu | 2–0 Lưu trữ ngày 27 tháng 7 năm 2021 tại Wayback Machine | Chloe Birch Lauren Smith      | 21–11 | 21–13 |       |
| 27 tháng 7 | 10:40      | Fukushima Yuki Hirota Sayaka  | 1–2 Lưu trữ ngày 27 tháng 7 năm 2021 tại Wayback Machine | Greysia Polii Apriyani Rahayu | 22–24 | 21–13 | 8–21  |
| 27 tháng 7 | 10:40      | Chow Mei Kuan Lee Meng Yean   | 2–0 Lưu trữ ngày 28 tháng 7 năm 2021 tại Wayback Machine | Chloe Birch Lauren Smith      | 21–19 | 21–16 |       |

### Bảng B
| VT | Đội                                              | ST | T | B | VT | VB | HS | ĐT  | ĐB  | HS  | Đ | Giành quyền tham dự    |
| -- | ------------------------------------------------ | -- | - | - | -- | -- | -- | --- | --- | --- | - | ---------------------- |
| 1  | Matsumoto Mayu (JPN) · Nagahara Wakana (JPN) (H) | 3  | 3 | 0 | 6  | 1  | +5 | 143 | 105 | +38 | 3 | Giành quyền vào tứ kết |
| 2  | Selena Piek (NED) · Cheryl Seinen (NED)          | 3  | 2 | 1 | 4  | 3  | +1 | 137 | 111 | +26 | 2 | Giành quyền vào tứ kết |
| 3  | Rachel Honderich (CAN) · Kristen Tsai (CAN)      | 3  | 1 | 2 | 4  | 4  | 0  | 150 | 125 | +25 | 1 |                        |
| 4  | Doha Hany (EGY) · Hadia Hosny (EGY)              | 3  | 0 | 3 | 0  | 6  | −6 | 37  | 126 | −89 | 0 |                        |

| Ngày       | Thời lượng | Cặp đấu 1                      | Tỷ số                                                    | Cặp đấu 2                     | Set 1 | Set 2 | Set 3 |
| ---------- | ---------- | ------------------------------ | -------------------------------------------------------- | ----------------------------- | ----- | ----- | ----- |
| 24 tháng 7 | 18:00      | Matsumoto Mayu Nagahara Wakana | 2–0 Lưu trữ ngày 24 tháng 7 năm 2021 tại Wayback Machine | Doha Hany Hadia Hosny         | 21–7  | 21–3  |       |
| 24 tháng 7 | 18:40      | Selena Piek Cheryl Seinen      | 2–1 Lưu trữ ngày 24 tháng 7 năm 2021 tại Wayback Machine | Rachel Honderich Kristen Tsai | 16–21 | 21–14 | 21–15 |
| 25 tháng 7 | 20:00      | Matsumoto Mayu Nagahara Wakana | 2–1 Lưu trữ ngày 25 tháng 7 năm 2021 tại Wayback Machine | Rachel Honderich Kristen Tsai | 14–21 | 21–19 | 21–18 |
| 26 tháng 7 | 19:20      | Selena Piek Cheryl Seinen      | 2–0 Lưu trữ ngày 25 tháng 7 năm 2021 tại Wayback Machine | Doha Hany Hadia Hosny         | 21–6  | 21–10 |       |
| 27 tháng 7 | 18:00      | Matsumoto Mayu Nagahara Wakana | 2–0 Lưu trữ ngày 28 tháng 7 năm 2021 tại Wayback Machine | Selena Piek Cheryl Seinen     | 24–22 | 21–15 |       |
| 27 tháng 7 | 18:40      | Rachel Honderich Kristen Tsai  | 2–0 Lưu trữ ngày 27 tháng 7 năm 2021 tại Wayback Machine | Doha Hany Hadia Hosny         | 21–5  | 21–6  |       |

### Bảng C
| VT | Đội                                            | ST | T | B | VT | VB | HS | ĐT  | ĐB  | HS  | Đ | Giành quyền tham dự    |
| -- | ---------------------------------------------- | -- | - | - | -- | -- | -- | --- | --- | --- | - | ---------------------- |
| 1  | Lee So-hee (KOR) · Shin Seung-chan (KOR)       | 3  | 2 | 1 | 5  | 2  | +3 | 144 | 104 | +40 | 2 | Giành quyền vào tứ kết |
| 2  | Du Yue (CHN) · Li Yinhui (CHN)                 | 3  | 2 | 1 | 4  | 2  | +2 | 115 | 91  | +24 | 2 | Giành quyền vào tứ kết |
| 3  | Setyana Mapasa (AUS) · Gronya Somerville (AUS) | 3  | 1 | 2 | 2  | 5  | −3 | 91  | 136 | −45 | 1 |                        |
| 4  | Maiken Fruergaard (DEN) · Sara Thygesen (DEN)  | 3  | 1 | 2 | 3  | 5  | −2 | 138 | 157 | −19 | 1 |                        |

1. 1 2  Điểm đối đầu: Hàn Quốc 1, Trung Quốc 0.
2. 1 2  Điểm đối đầu: Úc 1, Đan Mạch 0.

| Ngày       | Thời lượng | Cặp đấu 1                       | Tỷ số                                                    | Cặp đấu 2                        | Set 1 | Set 2 | Set 3 |
| ---------- | ---------- | ------------------------------- | -------------------------------------------------------- | -------------------------------- | ----- | ----- | ----- |
| 24 tháng 7 | 11:00      | Du Yue Li Yinhui                | 2–0 Lưu trữ ngày 25 tháng 7 năm 2021 tại Wayback Machine | Maiken Fruergaard Sara Thygesen  | 21–13 | 21–15 |       |
| 24 tháng 7 | 18:40      | Lee So-hee Shin Seung-chan      | 2–0 Lưu trữ ngày 24 tháng 7 năm 2021 tại Wayback Machine | Setyana Mapasa Gronya Somerville | 21–9  | 21–6  |       |
| 25 tháng 7 | 13:20      | Lee So-hee Shin Seung-chan      | 1–2 Lưu trữ ngày 24 tháng 7 năm 2021 tại Wayback Machine | Maiken Fruergaard Sara Thygesen  | 21–15 | 19–21 | 20–22 |
| 26 tháng 7 | 20:00      | Du Yue Li Yinhui                | 2–0 Lưu trữ ngày 26 tháng 7 năm 2021 tại Wayback Machine | Setyana Mapasa Gronya Somerville | 21–9  | 21–12 |       |
| 27 tháng 7 | 11:20      | Maiken Fruergaard Sara Thygesen | 1–2 Lưu trữ ngày 26 tháng 7 năm 2021 tại Wayback Machine | Setyana Mapasa Gronya Somerville | 19–21 | 21–13 | 12–21 |
| 27 tháng 7 | 20:00      | Lee So-hee Shin Seung-chan      | 2–0 Lưu trữ ngày 26 tháng 7 năm 2021 tại Wayback Machine | Du Yue Li Yinhui                 | 21–19 | 21–12 |       |

### Bảng D
| VT | Đội                                                       | ST | T | B | VT | VB | HS | ĐT  | ĐB  | HS  | Đ | Giành quyền tham dự    |
| -- | --------------------------------------------------------- | -- | - | - | -- | -- | -- | --- | --- | --- | - | ---------------------- |
| 1  | Chen Qingchen (CHN) · Jia Yifan (CHN)                     | 3  | 3 | 0 | 6  | 1  | +5 | 145 | 100 | +45 | 3 | Giành quyền vào tứ kết |
| 2  | Kim So-yeong (KOR) · Kong Hee-yong (KOR)                  | 3  | 2 | 1 | 5  | 3  | +2 | 161 | 158 | +3  | 2 | Giành quyền vào tứ kết |
| 3  | Gabriela Stoeva (BUL) · Stefani Stoeva (BUL)              | 3  | 1 | 2 | 3  | 5  | −2 | 147 | 156 | −9  | 1 |                        |
| 4  | Jongkolphan Kititharakul (THA) · Rawinda Prajongjai (THA) | 3  | 0 | 3 | 1  | 6  | −5 | 106 | 145 | −39 | 0 |                        |

| Ngày       | Thời lượng | Cặp đấu 1                      | Tỷ số                                                    | Cặp đấu 2                                   | Set 1 | Set 2 | Set 3 |
| ---------- | ---------- | ------------------------------ | -------------------------------------------------------- | ------------------------------------------- | ----- | ----- | ----- |
| 24 tháng 7 | 11:40      | Chen Qingchen Jia Yifan        | 2–0 Lưu trữ ngày 24 tháng 7 năm 2021 tại Wayback Machine | Jongkolphan Kititharakul Rawinda Prajongjai | 21–6  | 21–10 |       |
| 24 tháng 7 | 11:40      | Kim So-yeong Kong Hee-yong     | 2–1 Lưu trữ ngày 25 tháng 7 năm 2021 tại Wayback Machine | Gabriela Stoeva Stefani Stoeva              | 21–23 | 21–12 | 23–21 |
| 25 tháng 7 | 10:40      | Kim So-yeong Kong Hee-yong     | 2–0 Lưu trữ ngày 26 tháng 7 năm 2021 tại Wayback Machine | Jongkolphan Kititharakul Rawinda Prajongjai | 21–19 | 24–22 |       |
| 26 tháng 7 | 13:20      | Chen Qingchen Jia Yifan        | 2–0 Lưu trữ ngày 25 tháng 7 năm 2021 tại Wayback Machine | Gabriela Stoeva Stefani Stoeva              | 21–18 | 21–15 |       |
| 27 tháng 7 | 12:00      | Chen Qingchen Jia Yifan        | 2–1 Lưu trữ ngày 26 tháng 7 năm 2021 tại Wayback Machine | Kim So-yeong Kong Hee-yong                  | 19–21 | 21–16 | 21–14 |
| 27 tháng 7 | 19:20      | Gabriela Stoeva Stefani Stoeva | 2–1 Lưu trữ ngày 26 tháng 7 năm 2021 tại Wayback Machine | Jongkolphan Kititharakul Rawinda Prajongjai | 21–11 | 16–21 | 21–17 |

## Chung kết
|  | Tứ kết | Tứ kết                                       | Tứ kết | Tứ kết                                   | Tứ kết |    |                                             | Bán kết                                     | Bán kết                                  | Bán kết | Bán kết | Bán kết |                                          |                       | Tranh huy chương vàng | Tranh huy chương vàng | Tranh huy chương vàng | Tranh huy chương vàng | Tranh huy chương vàng |  |
|  |        |                                              |        |                                          |        |    |                                             |                                             |                                          |         |         |         |                                          |                       |                       |                       |                       |                       |                       |  |
|  | A1     | Greysia Polii (INA) · Apriyani Rahayu (INA)  | 21     | 20                                       | 21     |    |                                             |                                             |                                          |         |         |         |                                          |                       |                       |                       |                       |                       |                       |  |
|  | A1     | Greysia Polii (INA) · Apriyani Rahayu (INA)  | 21     | 20                                       | 21     |    |                                             |                                             |                                          |         |         |         |                                          |                       |                       |                       |                       |                       |                       |  |
|  | C2     | Du Yue (CHN) · Li Yinhui (CHN)               | 15     | 22                                       | 17     |    |                                             |                                             |                                          |         |         |         |                                          |                       |                       |                       |                       |                       |                       |  |
|  | C2     | Du Yue (CHN) · Li Yinhui (CHN)               | 15     | 22                                       | 17     |    | A1                                          | Greysia Polii (INA) · Apriyani Rahayu (INA) | 21                                       | 21      |         |         |                                          |                       |                       |                       |                       |                       |                       |  |
|  |        |                                              |        |                                          |        |    | A1                                          | Greysia Polii (INA) · Apriyani Rahayu (INA) | 21                                       | 21      |         |         |                                          |                       |                       |                       |                       |                       |                       |  |
|  |        |                                              | C1     | Lee So-hee (KOR) · Shin Seung-chan (KOR) | 19     | 17 |                                             |                                             |                                          |         |         |         |                                          |                       |                       |                       |                       |                       |                       |  |
|  | C1     | Lee So-hee (KOR) · Shin Seung-chan (KOR)     | C1     | Lee So-hee (KOR) · Shin Seung-chan (KOR) | 19     | 17 | 21                                          | 21                                          |                                          |         |         |         |                                          |                       |                       |                       |                       |                       |                       |  |
|  | C1     | Lee So-hee (KOR) · Shin Seung-chan (KOR)     |        |                                          |        |    |                                             |                                             |                                          |         |         |         |                                          |                       |                       |                       |                       |                       |                       |  |
|  | B2     | Selena Piek (NED) · Cheryl Seinen (NED)      | 8      | 17                                       |        |    |                                             |                                             |                                          |         |         |         |                                          |                       |                       |                       |                       |                       |                       |  |
|  | B2     | Selena Piek (NED) · Cheryl Seinen (NED)      | 8      | 17                                       |        | A1 | Greysia Polii (INA) · Apriyani Rahayu (INA) |                                             |                                          |         |         |         |                                          |                       |                       |                       |                       |                       |                       |  |
|  |        |                                              |        |                                          |        |    |                                             |                                             |                                          |         |         |         |                                          |                       |                       |                       |                       |                       |                       |  |
|  |        |                                              | D1     | Chen Qingchen (CHN) · Jia Yifan (CHN)    |        |    |                                             |                                             |                                          |         |         |         |                                          |                       |                       |                       |                       |                       |                       |  |
|  | D2     | Kim So-yeong (KOR) · Kong Hee-yong (KOR)     | D1     | Chen Qingchen (CHN) · Jia Yifan (CHN)    | 21     | 14 | 28                                          |                                             |                                          |         |         |         |                                          |                       |                       |                       |                       |                       |                       |  |
|  | D2     | Kim So-yeong (KOR) · Kong Hee-yong (KOR)     |        |                                          | 21     | 14 | 28                                          |                                             |                                          |         |         |         |                                          |                       |                       |                       |                       |                       |                       |  |
|  | B1     | Matsumoto Mayu (JPN) · Nagahara Wakana (JPN) | 14     | 21                                       | 26     |    |                                             |                                             |                                          |         |         |         |                                          |                       |                       |                       |                       |                       |                       |  |
|  | B1     | Matsumoto Mayu (JPN) · Nagahara Wakana (JPN) | 14     | 21                                       | 26     |    | D2                                          | Kim So-yeong (KOR) · Kong Hee-yong (KOR)    | 15                                       | 11      |         |         |                                          | Tranh huy chương đồng | Tranh huy chương đồng | Tranh huy chương đồng | Tranh huy chương đồng | Tranh huy chương đồng |                       |  |
|  |        |                                              |        |                                          |        |    | D2                                          | Kim So-yeong (KOR) · Kong Hee-yong (KOR)    | 15                                       | 11      |         |         |                                          |                       |                       |                       |                       |                       |                       |  |
|  |        |                                              | D1     | Chen Qingchen (CHN) · Jia Yifan (CHN)    | 21     | 21 |                                             |                                             |                                          |         |         |         |                                          |                       |                       |                       |                       |                       |                       |  |
|  | A2     | Fukushima Yuki (JPN) · Hirota Sayaka (JPN)   | D1     | Chen Qingchen (CHN) · Jia Yifan (CHN)    | 21     | 21 | 21                                          | 10                                          | 10                                       |         |         | C1      | Lee So-hee (KOR) · Shin Seung-chan (KOR) |                       |                       |                       |                       |                       |                       |  |
|  | A2     | Fukushima Yuki (JPN) · Hirota Sayaka (JPN)   |        |                                          |        |    |                                             |                                             |                                          |         |         | C1      | Lee So-hee (KOR) · Shin Seung-chan (KOR) |                       |                       |                       |                       |                       |                       |  |
|  | D1     | Chen Qingchen (CHN) · Jia Yifan (CHN)        | 18     | 21                                       | 21     |    |                                             | D2                                          | Kim So-yeong (KOR) · Kong Hee-yong (KOR) |         |         |         |                                          |                       |                       |                       |                       |                       |                       |  |